# 존 뉴턴
존 뉴턴(John Newton, 1725년 7월 24일 ~ 1807년 12월 21일)은 영국의 성공회 신부이자, 찬송가 작가이다. 노예선 선장이었던 그는 1748년 복음주의 설교자의 설교를 듣고 회심하였으며, 1755년 성공회에서 사제서품을 받았다. 그가 지은 대표적인 찬송가로는 '나같은 죄인 살리신'(Amazing Grace, 1779년작)이 있다.